# Heilige-Familiekapel (Kronenberg)

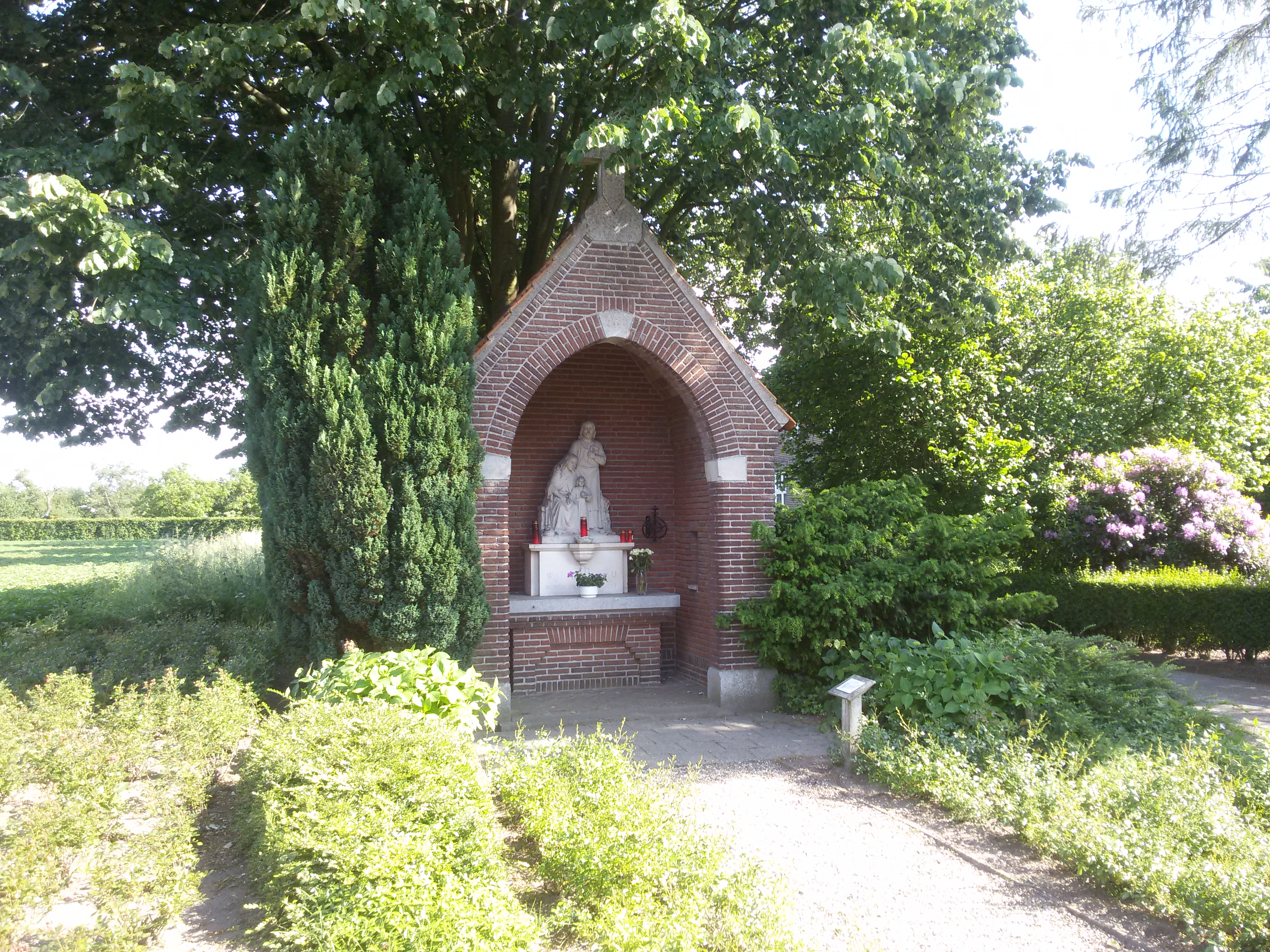
De Heilige-Familiekapel

De Heilige-Familiekapel is een kapel in Kronenberg in de Nederlands Noord-Limburgse gemeente Horst aan de Maas. De kapel staat aan de zuidzijde van het dorp aan de Simonsstraat.
De kapel is gewijd aan de Heilige Familie.

## Geschiedenis
In 1945 werd de kapel gebouwd.

## Bouwwerk
De open bakstenen kapel is opgetrokken op een rechthoekig plattegrond en wordt gedekt door een zadeldak met pannen. In de beide zijgevels is een klein rechthoekig venster aangebracht. De frontgevel is een topgevel die bekroond wordt met een stenen kruis. In de frontgevel bevindt zich de rondboogvormige toegang die voorzien is van grijze aanzetstenen en sluitsteen.
Van binnen is de kapel uitgevoerd in baksteen en tegen de achterwand is een massief bakstenen altaar geplaatst met natuurstenen blad. Op het altaar is op een brede sokkel het beeld geplaatst van de Heilige Familie en toont een staande Jozef van Nazareth met rechts van hem een zittende Maria en voor hen staand het kindje Jezus.